# Alto (Georgia)
Alto – miasto w Stanach Zjednoczonych, w stanie Georgia, w hrabstwie Habersham.